# Theobald V. z Blois
Theobald V. z Blois (fr. Thibaut V de Blois nebo Thibaut le Bon, 1130-1191 Akkon) byl hrabě z Blois, Chartres a Châteaudunu a účastník křížové výpravy.

## Život
Theobald byl mladším synem Theobalda IV. a Matyldy, dcery korutanského vévody Engelberta. Roku 1152 získal jako dědictví část otcova majetku v podobě hrabství Blois, Chartres a Châteaudun, zatím co bratr Jindřich dostal Champagne a Štěpán Sancerre. Téhož roku se Theobald stal královým senešalem a pokoušel se unést čerstvě rozvedenou královnu Eleonoru a učinit ji svou zákonitou chotí. Místo matky měl dostat dceru, francouzský král Ludvík VII. Theobaldovi zasnoubil svou a Eleonořinu dceru Adélu. Druhou dceru Marii zasnoubil Jindřichovi ze Champagne. Dvojitá svatba se konala roku 1164.
26. května 1171 poslal hrabě Theobald na smrt upálením přes třicet mužů, žen a dětí patřících do židovské komunity v Blois. Měl to být trest za rituální vraždu dítěte.

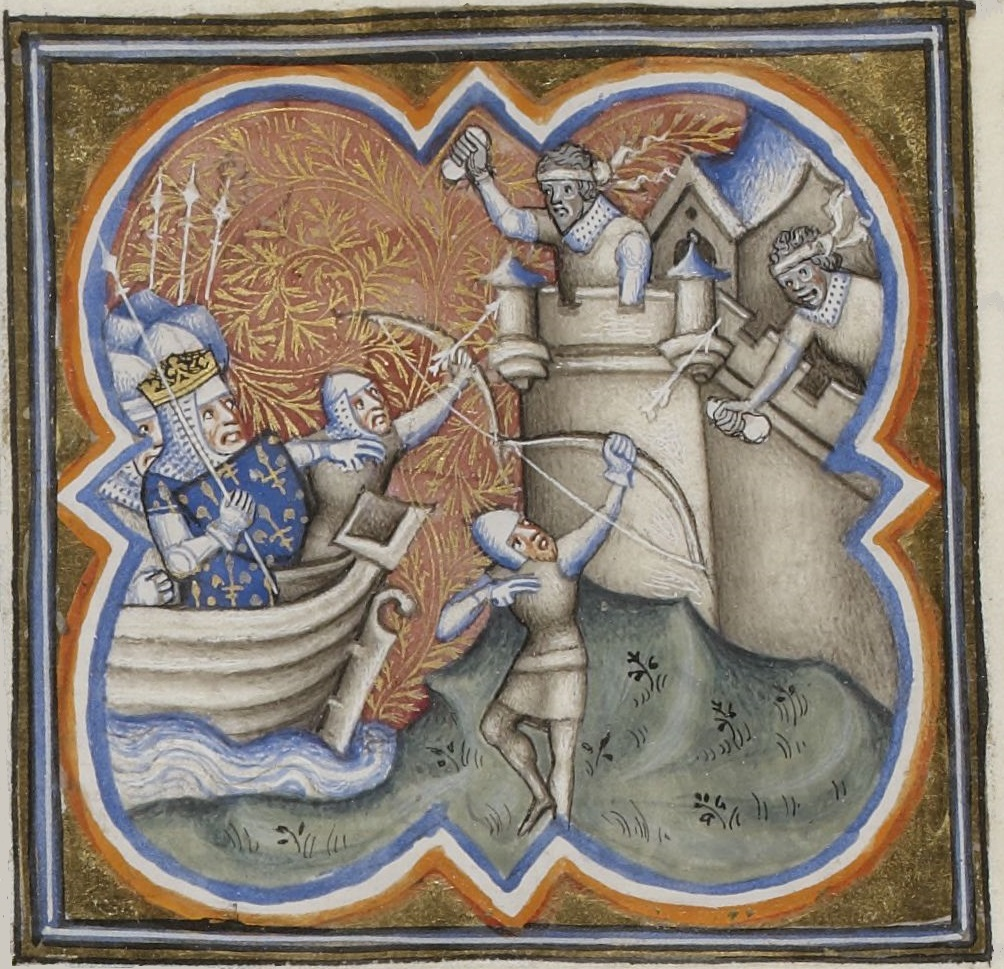
Obléhání Akkonu (středověká iluminace)

Díky příbuzenskému vztahu se po králově mrtvici roku 1179 bratři Theobald, Jindřich, Štěpán ze Sancerre a remešský arcibiskup Vilém společně s královnou dostali k moci a získali velký vliv na vládní záležitosti. Následník trůnu, vymodlený princ Filip, byl urychleně korunován a překvapivě rychle se vymanil z vlivu strýců a navázal vztah s flanderským hrabětem Filipem. Filip Flanderský si pojistil královu náklonnost, dal mladému králi za ženu svou neteř. Vztah mezi mladým králem a příbuznými z matčiny strany se vyhrotil po jeho podpisu spojenecké smlouvy s Jindřichem Plantagenetem. Tehdy strýčci společně s flanderským hrabětem, v obavě před královou přílišnou samostatností, uzavřeli proti Filipovi spolek, jenž ztroskotal na nedostatečné koordinaci nepřátelských aktivit. Theobald s bratrem Vilémem byli prvními, kdo opustili protikapetovskou alianci. V červenci 1185 byla po intenzivní snaze královny vdovy podepsána mírová smlouva v Boves.
Na jaře roku 1190 hrabě Theobald svou ženu Adélu, matku sedmi dětí, pověřil správou hrabství a společně s bratrem Štěpánem a synovcem Jindřichem se vydal na papežskou výzvu na výpravu do Svaté země. 27. července 1190 se hrabata společně s velkou vojenskou jednotkou připojila k dobývání Akkonu a posílila tak zubožené křižácké obléhatele. Všem třem mužům se stala výprava osudnou. Jindřich se stal úspěšným kandidátem na post jeruzalémského krále a Štěpán s Theobaldem zemřeli u hradeb Akkonu. Theobaldovy ostatky byly převezeny na evropský kontinent a našly poslední odpočinek v cisterciáckém opatství v Pontigny.